# Bertuccio Valier
Bertuccio Valier ou Valiero  (né à Venise le 1er juillet 1596, mort dans la même ville le 29 mars 1658) est le 102e doge de Venise élu en 1656, son dogat s'achève en 1658.

## Biographie
Bertuccio Valier est le fils de Silvestro et de Bianca Priuli, il ne semble pas avoir eu de frères et sœurs. Il épouse Benedetta Pisani avec qui il a de nombreux enfants, tous décédés avant lui à l'exception de Silvestro (1630-1700) qui est aussi doge de 1694 à sa mort.
Valier est très riche ce qui lui permet d'accéder à des charges prestigieuses en diplomatie et politique. Il est podestat de différentes villes sur la terre ferme et ambassadeur au Vatican sous le pontificat d'Alexandre VII. On ne sait pas avec certitude quelles études il a suivi, il est cependant considéré comme un homme très cultivé, élégant et raffiné étant admiré pour cela par les personnes qui lui sont proches
Unique nuage dans sa vie, sa santé précaire qui ne lui laisse aucun répit.

### Le dogat
En 1644, une nouvelle guerre contre les Turcs pour Candie (actuellement la Crète) débute et la situation géopolitique s'aggrave de jour en jour pour Venise.
Candidat en mai 1656 à la mort du Doge Carlo Contarini, Valier est battu par Francesco Cornaro ou Corner qui meurt après à peine 19 jours de règne, laissant la voie libre à son adversaire. Bertuccio Valiero devient doge le 15 juin au premier scrutin et à l'unanimité.
Au cours de ces années, les difficultés et le pouvoir consomment les doges, en quatre ans, cinq doges y compris Valier meurt, lui-même il est déjà en mauvaise santé lorsqu'il accède au trône.
Pendant son dogat, des propositions de paix sont faites par les Turcs qui sont repoussées et la guerre se poursuit. Pendant cette période, les capitaines de la flotte vénitienne essaie une nouvelle fois de pénétrer par le détroit des Dardanelles pour détruire Istanbul ou au moins réduire la pression sur la Crète toujours assiégé mais malgré quelques victoires, l'effet espéré n'est pas atteint (second expédition des Vénitiens des Dardanelles).
En échange d'argent vital pour la poursuite de la guerre, les Jésuites, chassés sous le dogat de Leonardo Donato, sont réadmis dans Venise et malgré les énormes sacrifices, le doge offrant 10 000 ducats de sa poche, les comptes de la république atteignent avec peine l'équilibre.
Très lié à son fils Silvestro, il le désigne légataire universel avant de mourir le 29 mars 1658 alors qu'il n'a pas 62 ans. Il est d'abord inhumé dans l'église San Giobbe puis transféré dans la basilique de San Zanipolo où son fils Sivestro fait construire un tombeau monumental pour lui, son père et sa femme.

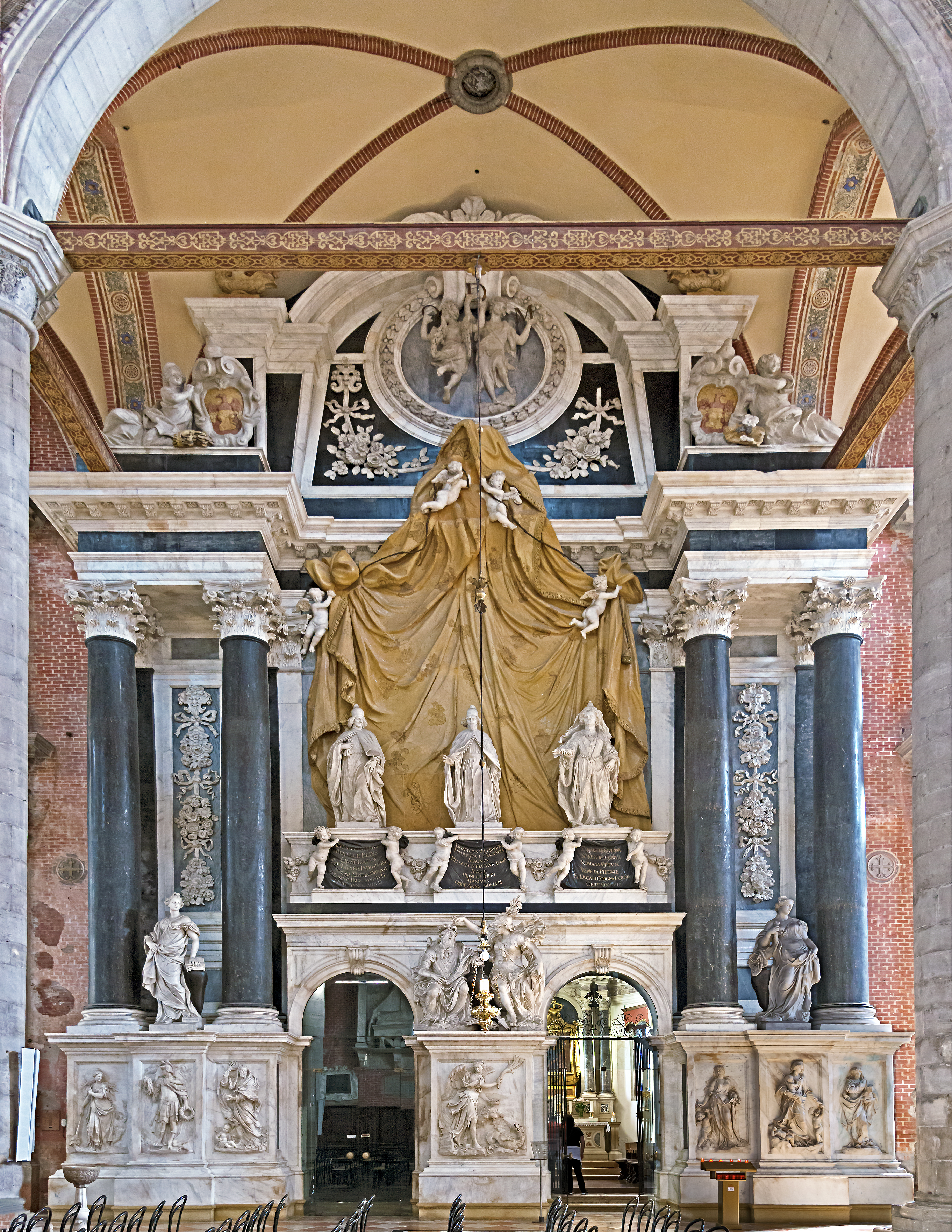
Le monument de la famille Valier
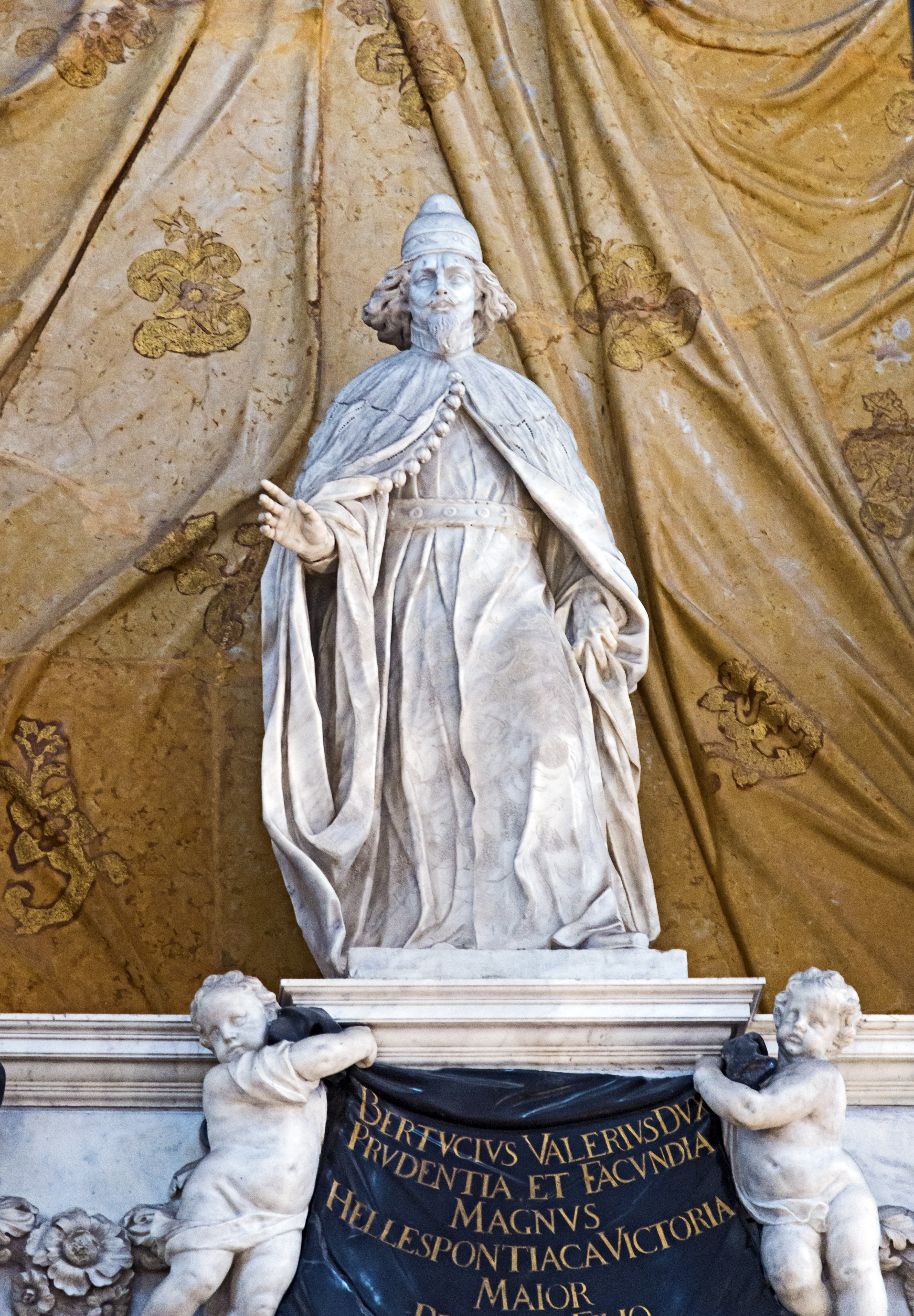
La statue de Bertuccio Valier